# Agogo
|  | Agogo er også titlen på et musikalbum fra den tyske gruppe KMFDM (en:KMFDM). |
Agogo er et rytmeinstrument, der frembringer en lyd der minder om en hunds gøen, vil nogen mene. Instrumentet består af to metal-"koklokker", som er stemt som dyb/lav, og som sidder sammen. Agogo bliver specielt brugt i sydamerikansk karnevalsmusik, men er også blevet meget populær i andre musikformer.